# William Montgomery (Kryptologe)
William Montgomery (* 1871 in Liverpool; † 7. Oktober 1930) war Reverend (Pastor) der presbyterianischen Kirche und britischer Codebreaker („Codeknacker“), der im Ersten Weltkrieg im legendären Room 40 der britischen Admiralität arbeitete.
Zusammen mit Nigel de Grey und „Dilly“ Knox gelang ihm dort im Jahr 1917 die Entzifferung der Zimmermann-Depesche. Dies trug wesentlich zum Kriegseintritt der Vereinigten Staaten und damit zur Niederlage Deutschlands bei.
William Montgomery befasste sich theologisch mit den Schriften des Heiligen Augustinus und übersetzte theologische Literatur aus dem Deutschen ins Englische. Besonders bekannt ist er durch seine originalgetreue Übersetzung von Albert Schweitzers Geschichte der Leben-Jesu-Forschung, die er im Jahre 1914 veröffentlichte.
William Montgomery wurde 59 Jahre alt.